# Atkár
Atkár é um município da Hungria, situado no condado de Heves. Tem 33,76 km² de área e sua população em 2015 foi estimada em 1.715 habitantes.